# Illustrations of Himalayan Plants
Illustrations of Himalayan Plants (abreviado Ill. Himal Pl.) es un libro con ilustraciones y descripciones botánicas que fue escrito por el botánico y explorador inglés Joseph Dalton Hooker y publicado en el año 1855 con el nombre de Illustrations of Himalayan Plants Chiefly Selected from Drawings made by the Late J. F. Cathcart...